# Forza Motorsport 4
Forza Motorsport 4 — компьютерная игра в жанре автосимулятора, разработанная компанией Turn 10 Studios эксклюзивно для игровой приставки Xbox 360. 
Является четвёртой частью серии Forza Motorsport. Её релиз в США состоялся 11 октября 2011 года; 13 и 14 числа того же месяца игра вышла в свет в Японии и Европе соответственно.
Forza Motorsport 4 стала первой игрой в серии с поддержкой сенсора Kinect совместно с традиционным управлением.

## Игровой процесс
Игроки, имеющие профиль Forza Motorsport 3, могут импортировать его в четвёртую часть. Это даёт возможность перенести внутриигровые кредиты и уникальные автомобили. Число импортированных объектов рассчитывается с учётом того, как долго пользователь играет в третью часть и сколько кредитов и машин имеются в его гараже.
Демо-ролик, представленный на E3 2010 показал, что в игре появится новый режим Autovista, в котором при помощи сенсора Kinect можно осмотреть машину более детально, включая отдельные компоненты: такие как фары или двигатель, а также узнать больше информации о них. Данный режим будет доступен и тем, у кого Kinect отсутствует. Также с его помощью будет представлена возможность поворачивать голову в автомобиле во время гонки.
Autovista позволит игрокам предстать перед автомобилем на расстоянии 6 дюймов. Таким образом видимыми станут даже самые мелкие детали. Некоторые автомобили будут недоступны в этом режиме.
Как и в Forza Motorsport 3, игрокам будет доступен режим карьеры, в котором представится возможность прокатиться по всему миру. Данный режим носит название World Tour, ранее называвшийся Season Play.
Для реалистичного звука шин разработчики заимствовали Tesla Roadster для слайдов и прогары.

## Отзывы
| Сводный рейтинг | Сводный рейтинг |
| Агрегатор       | Оценка          |
| --------------- | --------------- |
| GameRankings    | 90,66 %         |